# Rudolf Piowaty
Rudolf Piowaty né le 28 avril 1900 à Brünn (Brno alors en Autriche-Hongrie) et mort le 28 janvier 1978 à Paris (Yukon) (Canada) est un nageur tchécoslovaque ayant participé aux Jeux olympiques d'été de 1924 à Paris.

## Biographie
Rudolf Piowaty est le fils de Jakob et Matilda Piowaty. Il a un frère aîné Otto (1897-1945), lui aussi nageur.
À la fin de ses études, il part faire son service militaire et s'engage dans l'armée austro-hongroise en mars 1918, mais ne part pas pour le front. Démobilisé en décembre, à la fin du conflit, il retourne sous les drapeaux en 1921 pour terminer sa période militaire.
Il nage pour le club local, le SK Makkabi Brno puis après le départ des nageurs de ce club pour le SK Bar Kochba Brno. En 1921, il est champion de Tchécoslovaquie sur les 400, 500 et 1 500 nage libre ainsi que le 4X50 nage libre. En 1922, il est champion de Tchécoslovaquie sur les 400 et 1 500 nage libre ainsi que sur le 400 brasse et le 4X200 nage libre. Il s'octroie les records nationaux sur les 400 et 1 500 nage libre. En 1924, il remporte le 200 brasse, avec un record national à la clé, ainsi que le titre sur le relais 3X100 trois nages (le papillon n'est pas encore inventé). Il est donc qualifié pour les Jeux olympiques d'été de 1924 à Paris.
Aux Jeux de Paris, il est aligné sur le 200 mètres brasse. Lors de la 3e série, il réalise 3 min 10 s 80. Classé deuxième de sa série, il se qualifie pour les demi-finales,,. Par contre, durant celles-ci, il ne réalise que 3 min 11 s 80 et termine dernier, sans espoir de qualification en finale,. Engagé aussi avec l'équipe nationale sur le 4 × 200 mètres nage libre masculin, il nage avec Viktor Legát (en), Stanislav Bičák (en) et Václav Antoš. Leur temps de 11 min 12 s 80 leur permet d'enter en demi-finale au titre de meilleurs troisièmes. Mais, le relais tchécoslovaque déclare forfait,,.
En 1925, il remporte ses derniers titres nationaux sur 100 et 200 mètres brasse ainsi que sur le relais 3X100 trois nages.
Il est mobilisé lors de la crise des Sudètes. Il réussit à fuir le Protectorat de Bohême-Moravie en juillet 1942. Il passe en Allemagne puis traverse à la nage le lac de Constance pour rejoindre la Suisse. Il cherche alors à s'engager dans les troupes du gouvernement tchécoslovaque en exil. Il reste finalement à Genève en tant que délégué permanent tchécoslovaque auprès de la Société des Nations. Fin 1944, il rejoint l'armée tchécoslovaque en Grande-Bretagne. Il est de retour dans son pays en 1946. Cependant, à la suite du Coup de Prague en 1948, il émigre définitivement au Canada. Il exerce alors la profession de marchand de meubles.